# Pseudapocryptes elongatus
Pseudapocryptes elongatus é uma espécie de peixe da família Gobiidae e da ordem Perciformes.

## Morfologia
- Os machos podem atingir 20 cm de comprimento total.[5][6]

## Habitat
É um peixe de clima tropical (23 °C-28 °C) e demersal.

## Distribuição geográfica
É encontrado desde Índia até Taiti e à China, incluindo o delta do rio Mekong.

## Observações
É inofensivo para os humanos e capaz de respirar ar.